# Okręg Pamiers
Okręg Pamiers (fr. Arrondissement de Pamiers) – okręg w południowo-zachodniej Francji. Populacja wynosi 61 100.

## Podział administracyjny
W skład okręgu wchodzą następujące kantony:
- Fossat,
- Mas-d'Azil,
- Mirepoix,
- Pamiers-Est,
- Pamiers-Ouest,
- Saverdun,
- Varilhes.